# Pungi

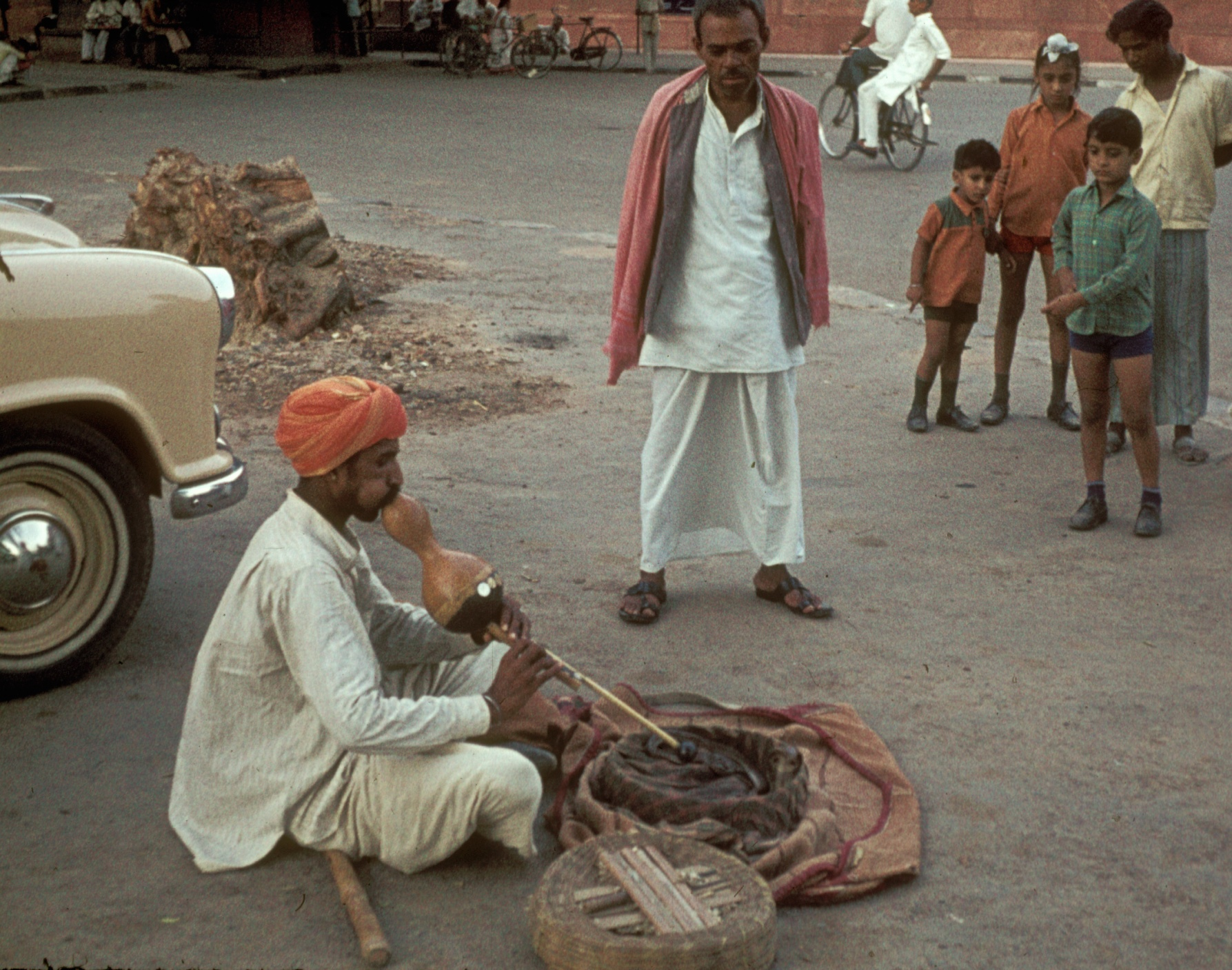
Pungi

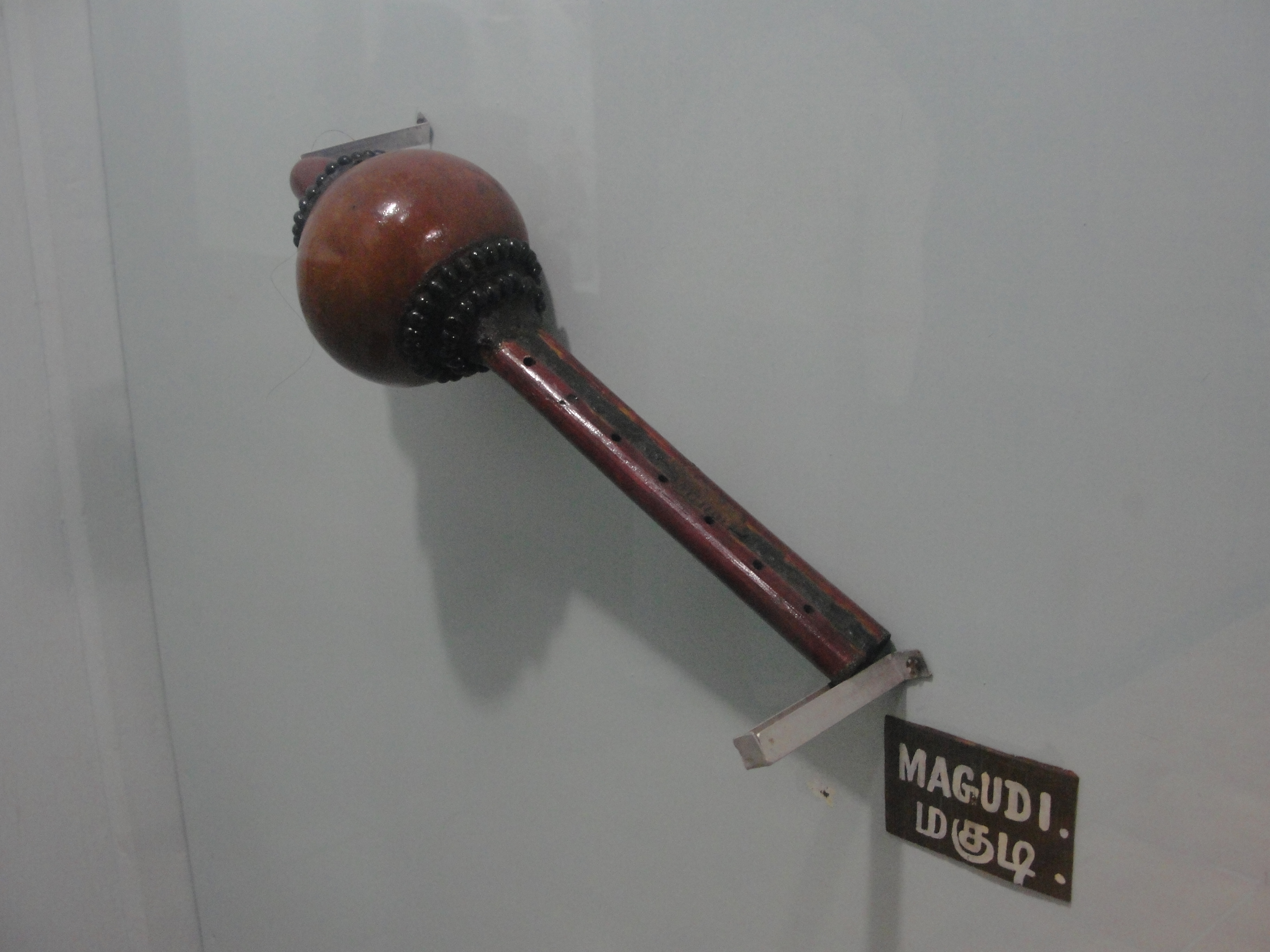
Pungi

Le pungi, punga ou murli est la clarinette des charmeurs de serpent indiens, ainsi qu'au Népal ou au Pakistan.
C'est un instrument cousin du hulusi utilisé par la minorité chinoise dai de la province du Yunnan.

## Facture
La caisse de résonance est une gourde percée aux extrémités pour laisser passer deux ou trois morceaux de bambou, l'un d'eux comportant les trous de jeu. À l'intérieur de l'entrée de la gourde, une anche simple est fixée, et ce n'est qu'après son passage que l'air est séparé entre les bourdons et le "chanter", le tuyau de jeu. L'instrument est très décoré et peut atteindre 80 cm de long. C'est une sorte de cornemuse primitive, dont le sac est formé des poumons et de la bouche du musicien. Elle se joue avec un souffle continu, consistant à aspirer de l'air en même temps que l'on expire.
Les Manouches Dhoads originaires du Rajasthan jouent de cet instrument et l'ont importé en Europe.

## Jeu
On en joue debout, assis, mais surtout accroupi, tout près des serpents à "charmer" ; les serpents étant sourds, mais sensibles aux vibrations. Seule une caste uniquement formée de musiciens, les sapera (de sâp serpent), est autorisée à en jouer.
La musique jouée est folklorique ou inspirée des films populaires, et notamment de Nagîn qui raconte l'histoire d'un joueur de pungi.